# Піпа Марія Матвіївна
Марі́я Матві́ївна Пі́па (1909 , Санкт-Петербург  — невідомо ) — українська радянська діячка, керівник контори Державного банку СРСР Синельниківського району Дніпропетровської області. Депутат Верховної Ради УРСР 1–2-го скликань (1938–1951).

## Біографія
Народилася в родині селянина-бідняка села Карабинівки Новомосковського повіту Катеринославської губернії, що на той час працював кучером в Санкт-Петербурзі. Того ж року родина переїхала в село Горшениця Новгородської губернії, де жили до кінця 1917 року. На початку 1918 року родина переїхала у село Середнє-Раївку Новомосковського повіту Катеринославської губернії.
1920 року закінчила трьохкласну сільську школу. Трудову діяльність розпочала у п'ятнадцятирічному віці хатньою робітницею та наймичкою у багатих селян. З 1924 року працювала робітницею на Синельниківському дослідному полі (сільськогосподарській дослідній станції) на Дніпропетровщині. У 1929 році вступила до комсомолу. З 1929 року — практикантка відділу агротехніки сої Синельниківської сільськогосподарської дослідної станції.
Член ВКП(б) з червня 1931 року.
У 1931–1937 роках брала активну участь в колективізації, один рік працювала завідувачем організаційного відділу районного комітету ЛКСМУ, завідувала бюро преси в політичному відділі і одночасно була секретарем комсомольської організації Роздорівської машинно-тракторної станції (МТС) Синельниківського району, працювала секретарем комсомольського комітету колгоспу «Паризька комуна» села Новий Посьолок та в Ново-Посьолківській школі Синельниківського району Дніпропетровщини.
У 1937–1941 роках — голова сільської ради села Новий Посьолок Синельниківського району Дніпропетровської області. 
26 червня 1938 року обрана депутатом Верховної Ради УРСР 1-го скликання по Синельниківській виборчій окрузі № 210 Дніпропетровської області.
У 1941 році працювала керівником Синельниківської районної контори Державного банку СРСР.
У 1941 році після початку німецько-радянської війни евакуйована в місто Красноводськ Туркменської РСР, де працювала в банківських органах. У 1943 році повернулася на Дніпропетровщину.
З 1943 року — керівник Синельниківської районної контори Державного банку СРСР Дніпропетровської області.

## Нагороди
- ордени
- медалі